# Geomyza venusta
Geomyza venusta är en tvåvingeart som först beskrevs av Johann Wilhelm Meigen 1830.  Geomyza venusta ingår i släktet Geomyza och familjen gräsflugor. Inga underarter finns listade i Catalogue of Life.